# Pârâul Fagului
Pârâul Fagului – wieś w Rumunii, w okręgu Neamț, w gminie Poiana Teiului. W 2011 roku liczyła 242 mieszkańców.